# Ukrzaliznytsia
Ukrzaliznytsia (en ucraniano: Укрзалізниця; también conocida en español como Ferrocarriles Ucranianos) es la administración estatal de transporte ferroviario en Ucrania, un monopolio que controla la inmensa mayoría del transporte ferroviario del país con una longitud total combinada de más de 23.000 km, lo que la convierte en la decimocuarta red ferroviaria más grande del mundo. Ukrzaliznytsia es también el sexto transportista ferroviario de pasajeros y el séptimo transportador de carga más grande del mundo.
La Administración Estatal de Transporte Ferroviario está subordinada al Ministerio de Infraestructura ucraniano, la administración de los ferrocarriles a través de las seis empresas ferroviarias territoriales, que a su vez controlan y proveen de todos los aspectos del transporte ferroviario y mantenimiento de manera unificada. El director general de la administración es nombrado por el Consejo de Ministros de Ucrania.
El gobierno emplea a más de 375.000 personas a través de todas las regiones del país.